# Элька и Звёздный почтальон
«Элька и Звёздный почтальон» — российский новогодний мультфильм студии «Тема» и компании «Элизиум» 2004 года. Является приквелом мультфильма «Элька».

## Сюжет
Среди снегов Арктики стоит терем Деда Мороза. Весточка — Звёздный почтальон прилетела и разбудила Деда Мороза, задремавшего, пока подарки для детей пакуются в мешки. Когда подарки в мешках были погружены в сани, в которые запряжены олени, Дед Мороз отправился в путь. Один мешок вылетел на повороте и упал возле снежного дома белых медведей. Там жил медвежонок Элька, его мама, дедушка и бабушка. Утром мешок с подарками нашла чайка и стала искать в нём что-то ценное для себя. Элька отобрал у неё мешок, решив вернуть владельцу. В это время родные Эльки обсуждали, что и как подарить ему на Новый год. Элька познакомился с Весточкой, которая искала пропавший мешок, вернул ей подарки и рассказал о своей мечте — иметь друга. Весточка предложила ему написать письмо, которое она доставит детям, ведь она Звёздный почтальон. Элька написал письмо, что хочет дружить. Весточка улетела. А вскоре местный почтальон приехал на почтовой машине, и Элька вместе с дедушкой сел читать письма от детей. Дед Мороз подарил Эльке коньки и клюшку для хоккея.

## Создатели
- Авторы идеи: Владимир Саков, Александр Лукьянчиков
- Автор сценария — Владимир Саков
- Режиссёр — Васико Бедошвили
- Художники-постановщики: Александр Лукьянчиков, Виктория Колегаева
- Композитор — Иван Бурлачко при участии Евгении Теджетовой
- Звукорежиссёр: Владимир Орёл
- Мультипликаторы: Юрий Бутырин, Василий Шевченко, Владимир Захаров, Олег Хрушков, Олеся Крепс, Татьяна Плотникова, Алексей Подколзин, Мария Никулина, Алексей Штыхин, Марина Тябут, Виктор Улитин, Андрей Парыгин
- Сборка монтаж — Кирилл Каркузаки
- Спецэффекты: В. Кудрявцев, Кирилл Каркузаки, Н. Скороспелкин
- Звукооператоры: А. Самохин, Вадим Круглов
- Музыка в исполнении «Залив Кита»
- Песня Эльки: музыка В. Бурлачко, слова В. Саков, исполняет Л. Брохман
- Исполнительный продюсер — Владимир Саков
- Генеральный продюсер — Михаил Энтин

## Роли озвучивали
- Лариса Брохман — Элька
- Александр Пожаров — Умка, дедушка Эльки
- Елена Габец — Чайка
- Людмила Дребнёва — Бабушка Эльки
- Дарья Белоусова — Мама Эльки
- Ольга Шорохова — Весточка
- Анатолий Вологдин — Почтальон
- А. Каринский — Дед Мороз

## Награды
- 2006 — Всероссийский фестиваль визуальных искусств в ВДЦ «Орлёнок»: Гран-при «За Разработку нового российского анимационного образа детского героя».
- 2006 — 11 Международный фестиваль детского анимационного кино «Золотая рыбка» : Приз фестиваля «За лучший персонаж детского анимационного кино» присуждается медвежонку Эльке.[1]